# Psychomyiella cruciata
Psychomyiella cruciata là một loài Trichoptera trong họ Psychomyiidae. Chúng phân bố ở miền Cổ bắc.